# Хантер, Тайра
Тайра Хантер (англ. Tyra Hunter; 1970, Калпепер, Виргиния — 7 августа 1995) — американская транс-женщина, получившая известность в связи с судебным процессом по обвинению ряда медицинских работников во врачебной халатности, нарушении норм медицинской этики и неоказании медицинской помощи, приведшим к смерти Тайры.
Как было доказано в ходе судебного расследования, работники скорой помощи, прибывшие на место автомобильной аварии, в которой Тайра Хантер получила тяжёлые травмы, обнаружив, что она является транс-женщиной, допускали в её адрес оскорбления и издевательские реплики и фактически прекратили оказание ей экстренной помощи, а коллектив больницы, куда отвезли Тайру, также не оказал ей адекватной и своевременной медицинской помощи.
Марджи Хантер, мать Тайры, подала в суд на власти округа Колумбия и на больницу. После рассмотрения всех обстоятельств дела, 11 декабря 1998 года, суд присудил Марджи Хантер компенсацию в 2 миллиона 873 тысячи долларов. При этом 500 тысяч долларов были выплачены матери за намеренное неоказание помощи и оскорбления в адрес её дочери работниками скорой помощи на месте происшествия, а ещё 1,5 миллиона — за сознательное причинение боли и страданий, неадекватное и несвоевременное оказание медицинской помощи в больнице, явившееся результатом предрассудков, врачебной халатности и сознательного нарушения медицинской этики.
Дана Прислинг, обозреватель на процессе по делу о смерти Тайры Хантер, писала, что представленные доказательства подтвердили версию о том, что на качество и своевременность оказывавшейся медицинской помощи повлияли негативные стереотипы восприятия транс-людей в американском обществе (а именно, что все транс-женщины — уличные проститутки, потребители инъекционных наркотиков и т. д.), так что «коллектив больницы, как следовало из их действий, не посчитал её жизнь заслуживающей усилий по спасению».

## Память
В память о погибшей из-за врачебных предрассудков и стереотипов Тайре Хантер была основана ассоциация TYRA, ставшая совместной инициативой Ассоциации защитников прав гендерных меньшинств Иллинойса и Медицинского центра Говарда Брауна. TYRA расшифровывается как «Transgender Youth Resources and Advocacy» (с англ. — «Ресурсы и защита прав для трансгендерной молодёжи»).